# Дигнага
Дигнага (480 – 540 г.) е изтъкнат индийски мислител и будистки учител-монах, принадлежащ към школата Йогачара, основател на логическата мисъл в Индия.

## Биография
Роден е през 480 година близо до Канчи (Канчипурам), Южна Индия, в семейството на брамина Симхавакта. Негов учител е Нагадата от школата Ватсипутрия. По-късно изучава логика при Васубандху и става майстор на логическия диспут, като удържа много победи. Повечето му трудове са известни днес от тибетски и китайски преводи.

## Трудове
- „Колелото на причинността“ (Хетучакра). В творбата, която Дигнага посвещава на формалната логика, се въвежда нова форма на дедуктивно заключение, която той използва в по-късните си работи.
- „Трактат за обектите на познанието“ (Аламбанапарикша)
- „Трактат за източниците на познание“ (Праманасамучая)
- „Трактат за правилните принципи на логиката“ (Няя-мукха)